# Masakra w areszcie w Sarnach
Masakra w areszcie w Sarnach – mord na więźniach przetrzymywanych w areszcie w Sarnach dokonany przez funkcjonariuszy NKWD w lipcu 1941 roku. Ofiarą zbrodni padło od 70 do 100 osób. Była to jedna z wielu tzw. masakr więziennych, dokonanych przez NKWD po rozpoczęciu niemieckiej inwazji na ZSRR.

## Geneza
Sarny, przed wojną miasto powiatowe w województwie wołyńskim, od września 1939 roku znajdowały się pod sowiecką okupacją. Osoby aresztowane przez NKWD były osadzane w celach miejscowego aresztu.
22 czerwca 1941 roku nazistowskie Niemcy dokonały inwazji na Związek Radziecki. Pierwsze tygodnie wojny miały bardzo pomyślny przebieg dla strony niemieckiej. Dywizjom Wehrmachtu udało się bowiem rozbić wojska nadgranicznych okręgów wojskowych ZSRR, a następnie wedrzeć się w głąb terytorium przeciwnika. Wobec szybkich postępów niemieckiego natarcia NKWD przystąpiło do likwidacji więźniów politycznych przetrzymywanych w strefie działań wojennych. Latem 1941 roku w więzieniach i aresztach na Kresach Wschodnich zamordowano od 20 tys. do 30 tys. osób.

## Przebieg mordu
Sowieckie archiwa milczą na temat liczby więźniów przetrzymywanych w sarneńskim areszcie, a także ich losów po rozpoczęciu niemieckiej inwazji. Wiadomo jednak, że liczba osadzonych wzrosła po 22 czerwca, gdyż w związku z wybuchem wojny NKWD rozpoczęło masowe aresztowania prawdziwych i domniemanych wrogów władzy sowieckiej. W mieście zatrzymano wówczas m.in. licznych przedstawicieli polskiej inteligencji.
Dokładna data likwidacji aresztu nie jest znana, ustalono jedynie, że nastąpiła na dzień przed ucieczką Sowietów z miasta (tj. w pierwszych dniach lipca). Wymordowano wówczas prawie wszystkich więźniów. Polscy świadkowie szacowali liczbę ofiar na około 70–80 osób. W niemieckim meldunku wojskowym podano natomiast, że NKWD zamordowało w areszcie około 100 mężczyzn i kobiet. W tym samym źródle znalazła się ponadto informacja (zapewne nieprawdziwa), że wszystkie ofiary były narodowości ukraińskiej.